# جرم آپارتاید
جرم آپارتاید در اساسنامه ۲۰۰۲ رم دیوان کیفری بین‌المللی به عنوان اقدامات غیرانسانی با سرشت مشابه با سایر جنایات علیه بشریت تعریف شده است که "در چارچوب یک رژیم نهادینه ستم و سلطه سازمان یافته توسط یک گروه یا گروه‌های نژادی بر هر نژاد دیگر به قصد حفظ آن رژیم انجام می‌شود.»
در ۳۰ نوامبر ۱۹۷۳، مجمع عمومی سازمان ملل متحد کنوانسیون بین‌المللی سرکوب و مجازات جنایت آپارتاید برای امضا و تصویب گشود. این قانون جرم آپارتاید را این گونه تعریف می‌کند: «اعمال غیرانسانی به منظور ایجاد و حفظ سلطه یک گروه نژادی از افراد بر هر گروه نژادی دیگر و سرکوب سازمان یافته آنها».
به گفته دیده‌بان حقوق بشر و محقق حقوقی مایلز جکسون، آپارتاید در حقوق بین‌الملل عرفی نیز ممنوع است، اگرچه هنوز در مورد جرم‌انگاری بودن آن بحث وجود دارد. گرهارد کمپ و ویندل نورجه، محققین حقوقی خاطرنشان کردند که در سال ۲۰۲۱، دو نفر (اعضای سابق پلیس امنیتی آپارتاید آفریقای جنوبی) اولین افرادی بودند که تحت قوانین بین‌المللی عرفی به جرم آپارتاید تحت تعقیب قرار گرفتند.

## پرونده‌های دادگاه
دیوان بین‌المللی دادگستری در پرونده سال ۲۰۲۴ خود در مورد اشغال سرزمین‌های فلسطینی توسط اسرائیل، نظر مشورتی ای ارائه کرد که در آن دریافت اسرائیل ماده ۳ کنوانسیون بین‌المللی رفع کلیه اشکال تبعیض نژادی از جمله «جداسازی نژادی و آپارتاید» را نقض می‌کند.. دیده‌بان حقوق بشر اعلام کرد که «دیوان جهانی اسرائیل را مسئول آپارتاید می‌داند».